# Schmalspurbahn Druja–Braslau–Dukschtas
| Schmalspurbahnbrücke über die Düna in Druja |                |                                                          |                                                          |
| Streckenverlauf (gelb markiert) Brasław (Braslau) – Czepukany – Dukstzy (Dukschtas) |                |                                                          |                                                          |
| Streckenlänge: | 94 km          |                                                          |                                                          |
| Spurweite: | 600 und 750 mm |                                                          |                                                          |
| |                |                                                          |                                                          |
| \| \| \| Prydrujsk (belarussisch Прыдруйск) \| \| \| \| \| Düna (belaruss. Дзвіна) \| \| \| \| 94 \| Druja (belaruss. Друя) und Breitspurbahn-Bhf. \| Druja (belaruss. Друя) und Breitspurbahn-Bhf. \| \| \| 92 \| Miloschewo (litauisch Milaševas, russisch Милошево) \| Miloschewo (litauisch Milaševas, russisch Милошево) \| \| \| 87 \| Jaja (belaruss. und russ. Яя) \| Jaja (belaruss. und russ. Яя) \| \| \| 80 \| Drujsk (belaruss. Друйск, lit. Druiskas) \| Drujsk (belaruss. Друйск, lit. Druiskas) \| \| \| 72 \| Slabodka (belaruss. Слабодка (Браслаўскі), lit. Slabada) \| Slabodka (belaruss. Слабодка (Браслаўскі), lit. Slabada) \| \| \| 59 \| Braslau (belaruss. Браслаў) \| Braslau (belaruss. Браслаў) \| \| \| 52 \| Razki Bur (lit. Rački Buras, russ. Рацки Бур) \| Razki Bur (lit. Rački Buras, russ. Рацки Бур) \| \| \| 49 \| Kalinkischki (lit. Kalenkiškis, russ. Калинкишки) \| Kalinkischki (lit. Kalenkiškis, russ. Калинкишки) \| \| \| 39 \| Opsa (belaruss. Опса (аграгарадок), lit. Apsas) \| Opsa (belaruss. Опса (аграгарадок), lit. Apsas) \| \| \| 34 \| Miljunzy (belaruss. Мілюнцы (Брас.)), lit. Pelikanai \| Miljunzy (belaruss. Мілюнцы (Брас.)), lit. Pelikanai \| \| \| 30 \| Trapscha (lit. Treibšai, russ. Трапша) \| Trapscha (lit. Treibšai, russ. Трапша) \| \| \| 25 \| Stawarele (lit. Stavarėlė, russ. Ставареле) \| Stawarele (lit. Stavarėlė, russ. Ставареле) \| \| \| 21 \| Grytuny (lit. Grytūnai, russ. Грытуны) \| Grytuny (lit. Grytūnai, russ. Грытуны) \| \| \| \| Gleisdreieck zum Wenden \| \| \| \| \| Heutige Grenze Belarus/Litauen \| \| \| \| 16 \| Tschepukany (lit. Čepukai,belaruss. Чэпуканы) \| Tschepukany (lit. Čepukai,belaruss. Чэпуканы) \| \| \| 4 \| Bjarschyninkaj (lit. Beržininkai, belaruss. Бяржынінкай) \| Bjarschyninkaj (lit. Beržininkai, belaruss. Бяржынінкай) \| \| \| 0 \| Dukschtas (lit. Dūkštas, belaruss. Дукштас) \| Dukschtas (lit. Dūkštas, belaruss. Дукштас) \| \| \| \| Breitspurbahn \| \| |                |                                                          |                                                          |
| Kopfbahnhof Streckenanfang (Strecke außer Betrieb) |                | Prydrujsk (belarussisch Прыдруйск)                       | Prydrujsk (belarussisch Прыдруйск)                       |
| Brücke über Wasserlauf (Strecke außer Betrieb) |                | Düna (belaruss. Дзвіна)                                  | Düna (belaruss. Дзвіна)                                  |
| Bahnhof (Strecke außer Betrieb) · Kopfbahnhof Streckenanfang und quer | 94             | Druja (belaruss. Друя) und Breitspurbahn-Bhf.            | Druja (belaruss. Друя) und Breitspurbahn-Bhf.            |
| Bahnhof (Strecke außer Betrieb) | 92             | Miloschewo (litauisch Milaševas, russisch Милошево)      | Miloschewo (litauisch Milaševas, russisch Милошево)      |
| Bahnhof (Strecke außer Betrieb) | 87             | Jaja (belaruss. und russ. Яя)                            | Jaja (belaruss. und russ. Яя)                            |
| Bahnhof (Strecke außer Betrieb) | 80             | Drujsk (belaruss. Друйск, lit. Druiskas)                 | Drujsk (belaruss. Друйск, lit. Druiskas)                 |
| Bahnhof (Strecke außer Betrieb) | 72             | Slabodka (belaruss. Слабодка (Браслаўскі), lit. Slabada) | Slabodka (belaruss. Слабодка (Браслаўскі), lit. Slabada) |
| Bahnhof (Strecke außer Betrieb) | 59             | Braslau (belaruss. Браслаў)                              | Braslau (belaruss. Браслаў)                              |
| Bahnhof (Strecke außer Betrieb) | 52             | Razki Bur (lit. Rački Buras, russ. Рацки Бур)            | Razki Bur (lit. Rački Buras, russ. Рацки Бур)            |
| Bahnhof (Strecke außer Betrieb) | 49             | Kalinkischki (lit. Kalenkiškis, russ. Калинкишки)        | Kalinkischki (lit. Kalenkiškis, russ. Калинкишки)        |
| Bahnhof (Strecke außer Betrieb) | 39             | Opsa (belaruss. Опса (аграгарадок), lit. Apsas)          | Opsa (belaruss. Опса (аграгарадок), lit. Apsas)          |
| Bahnhof (Strecke außer Betrieb) | 34             | Miljunzy (belaruss. Мілюнцы (Брас.)), lit. Pelikanai     | Miljunzy (belaruss. Мілюнцы (Брас.)), lit. Pelikanai     |
| Bahnhof (Strecke außer Betrieb) | 30             | Trapscha (lit. Treibšai, russ. Трапша)                   | Trapscha (lit. Treibšai, russ. Трапша)                   |
| Bahnhof (Strecke außer Betrieb) | 25             | Stawarele (lit. Stavarėlė, russ. Ставареле)              | Stawarele (lit. Stavarėlė, russ. Ставареле)              |
| Bahnhof (Strecke außer Betrieb) | 21             | Grytuny (lit. Grytūnai, russ. Грытуны)                   | Grytuny (lit. Grytūnai, russ. Грытуны)                   |
| Abzweig geradeaus, nach links und von links (Strecke außer Betrieb) |                | Gleisdreieck zum Wenden                                  | Gleisdreieck zum Wenden                                  |
| Grenze (Strecke außer Betrieb) |                | Heutige Grenze Belarus/Litauen                           | Heutige Grenze Belarus/Litauen                           |
| Bahnhof (Strecke außer Betrieb) | 16             | Tschepukany (lit. Čepukai,belaruss. Чэпуканы)            | Tschepukany (lit. Čepukai,belaruss. Чэпуканы)            |
| Bahnhof (Strecke außer Betrieb) | 4              | Bjarschyninkaj (lit. Beržininkai, belaruss. Бяржынінкай) | Bjarschyninkaj (lit. Beržininkai, belaruss. Бяржынінкай) |
| Kopfbahnhof Streckenende (Strecke außer Betrieb) | 0              | Dukschtas (lit. Dūkštas, belaruss. Дукштас)              | Dukschtas (lit. Dūkštas, belaruss. Дукштас)              |
| Bahnhof quer |                | Breitspurbahn                                            | Breitspurbahn                                            |

Die Schmalspurbahn Druja–Braslau–Dukschtas verlief zum Teil auf der Trasse einer während des Ersten Weltkriegs vom deutschen Heer im heutigen Belarus und Litauen verlegte Feldbahn. Sie spielte in der Zwischenkriegszeit als Zubringerbahn zu den Breitspurbahnen eine bedeutende Rolle.

## Geschichte

### Militärische Feldbahnen und strategische Breitspurbahnen

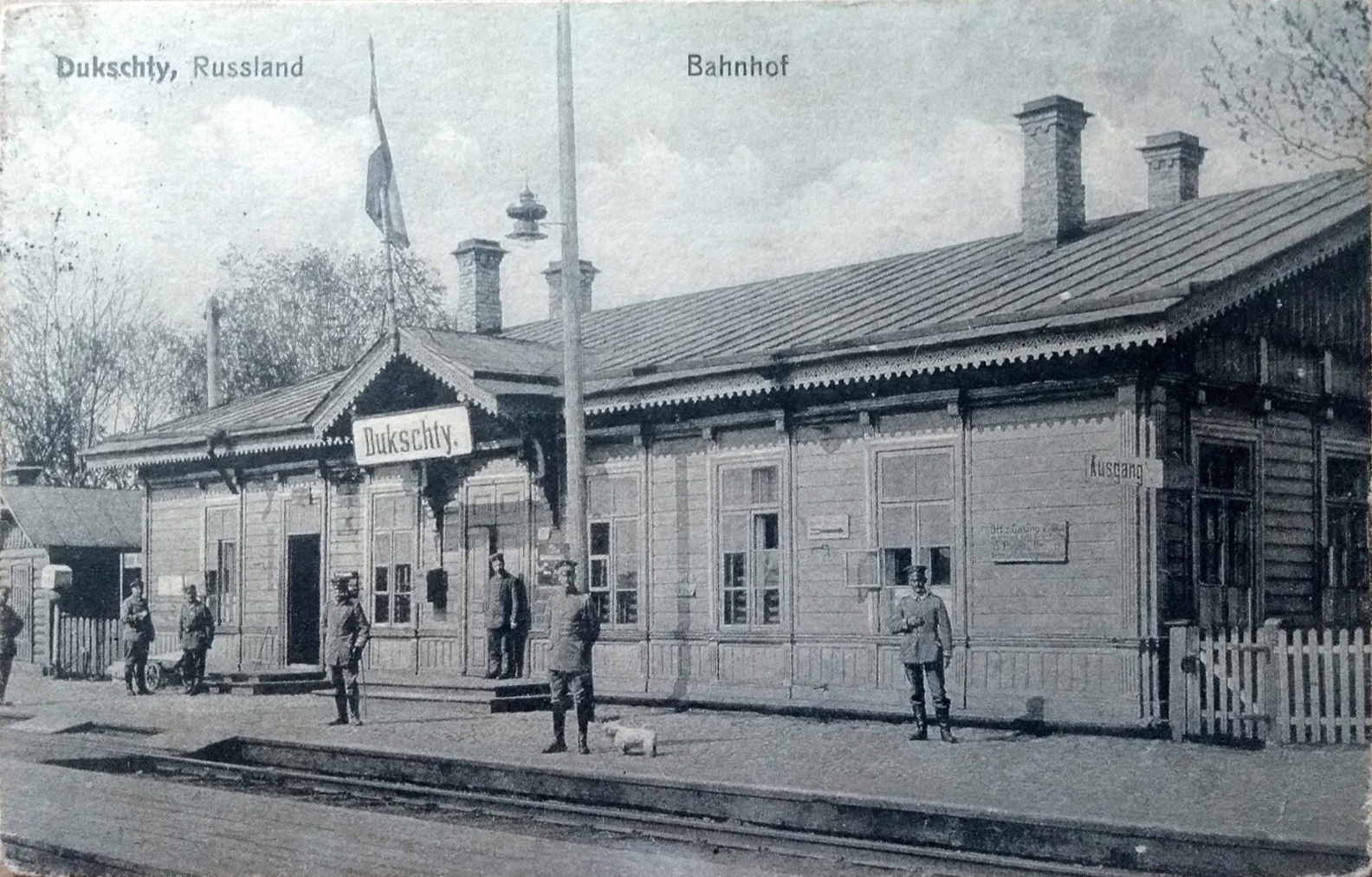
Dukschty (heute Dukschtas), 1916

Als sich im Herbst 1915 die Frontlinie zwischen deutschen und russischen Truppen stabilisiert hatte, wurde auf beiden Seiten mit dem Bau von Feldbahnen begonnen:
Die Russen bauten eine Schmalspurbahn mit einer Spurweite von 750 mm zwischen den Dörfern Miljunzy (belarussisch Мілюнцы (Браслаўскі раён), litauisch Pelikanai) und Pijedruja (belarussisch Піедруя, litauisch Piedruja).
Die Deutschen verlegten im Jahr 1916 für den Munitions- und Nachschubtransport zunächst eine Feldbahn mit einer Spurweite von 600 mm. Sie führte von Dukschtas an der Breitspurbahn Sankt Petersburg–Warschau zum Dorf Tschepukany (belarussisch Дукшты–Чэпуканы). Sie wurde wohl in Zusammenarbeit mit dem österreichisch-ungarischen Heer gebaut. (Anm.)
Im Frühjahr 1916 gelang es den Deutschen, die Frontlinie weiter nach Osten zu verschieben und die von den Russen entlang der Front gebauten Eisenbahnen zu übernehmen. Die Deutschen verbanden ihre Schmalspurbahn mit der russischen und änderten deren Spurweite auf 600 mm. Auch die deutsche Militärverwaltung nutzte die Bahn zum Abtransport von Kriegsbeute sowie gelegentlich zur Personenbeförderung, wofür eine Sondergenehmigung erforderlich war.
Die deutsche Seite baute außerdem weiter südlich zwei weitere Streckenabschnitte: Ihnalina–Widsy–Haduzischki und Lyntupy–Naratsch-Aschmjany (Ігналіна–Відзы–Гадуцішкі und Лынтупы–Нарач–Ашмяны) mit einer Spurweite von 600 mm.
Im Sommer 1916 bauten die Russen eine Breitspurbahnstrecke vom Bahnhof Balbinawa (Бальбінава) der Riga-Orjol-Eisenbahn (Рыга-Арлоўская чыгунка) bis zur Stadt Prydrujsk (Прыдруйск). Gleichzeitig wurde innerhalb von zwei Monaten die circa 60 km lange Landstraße Druja–Braslau–Opsa–Pelikany (Друя–Браслаў–Опса-Пеліканы) gebaut. In Druja wurde eine Brücke über die Düna (Дзвіна) errichtet. In Prydrujsk (Прыдруйск) gab es ein Depot für die Schmalspur-Dampflokomotiven, in Druja eines für die Schmalspurbahn-Wagen.

### Umspurung für den öffentlichen Betrieb

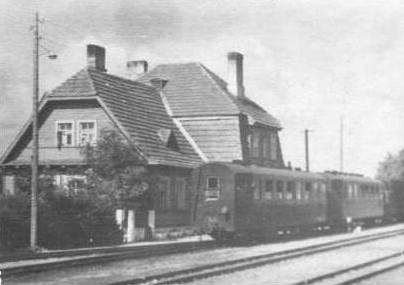
Schmalspurbahn in Braslau, 1921–1939

Während des Polnisch-Sowjetischen Kriegs zwischen Litauern, Polen und Bolschewiki wechselten die Eisenbahnen mehrmals den Besitzer. Anfang der 1920er Jahre verbanden die polnischen Staatseisenbahnen (PKP) beide Strecken für den öffentlichen Personen- und Güterverkehr. Die Länge der Bahnstrecke Druja–Braslau–Dukschtas betrug 94 km. Sie wurde als Linie 18 betrieben, die in 14 Abschnitte unterteilt war. Es gab zwei Zugpaare pro Tag. Jeder Zug bestand aus 2–3 Personenwagen und 1–2 Güterwagen.
Im Jahr 1932 wurde die Bahn von 600 auf 750 mm umgespurt. Einige Kurven wurden begradigt, wodurch die Strecke um etwa 6 km verkürzt wurde. Das Rollmaterial wurde angepasst oder neu beschafft, die Geschwindigkeit wurde erhöht und die Fahrzeit verkürzt. Der Bahnhof Dukschtas wurde grundlegend umgestaltet: Die Schmalspurbahn wurde von der Westseite der Breitspurbahn auf die Ostseite verlegt, so dass keine niveaugleiche Kreuzung mehr nötig war.

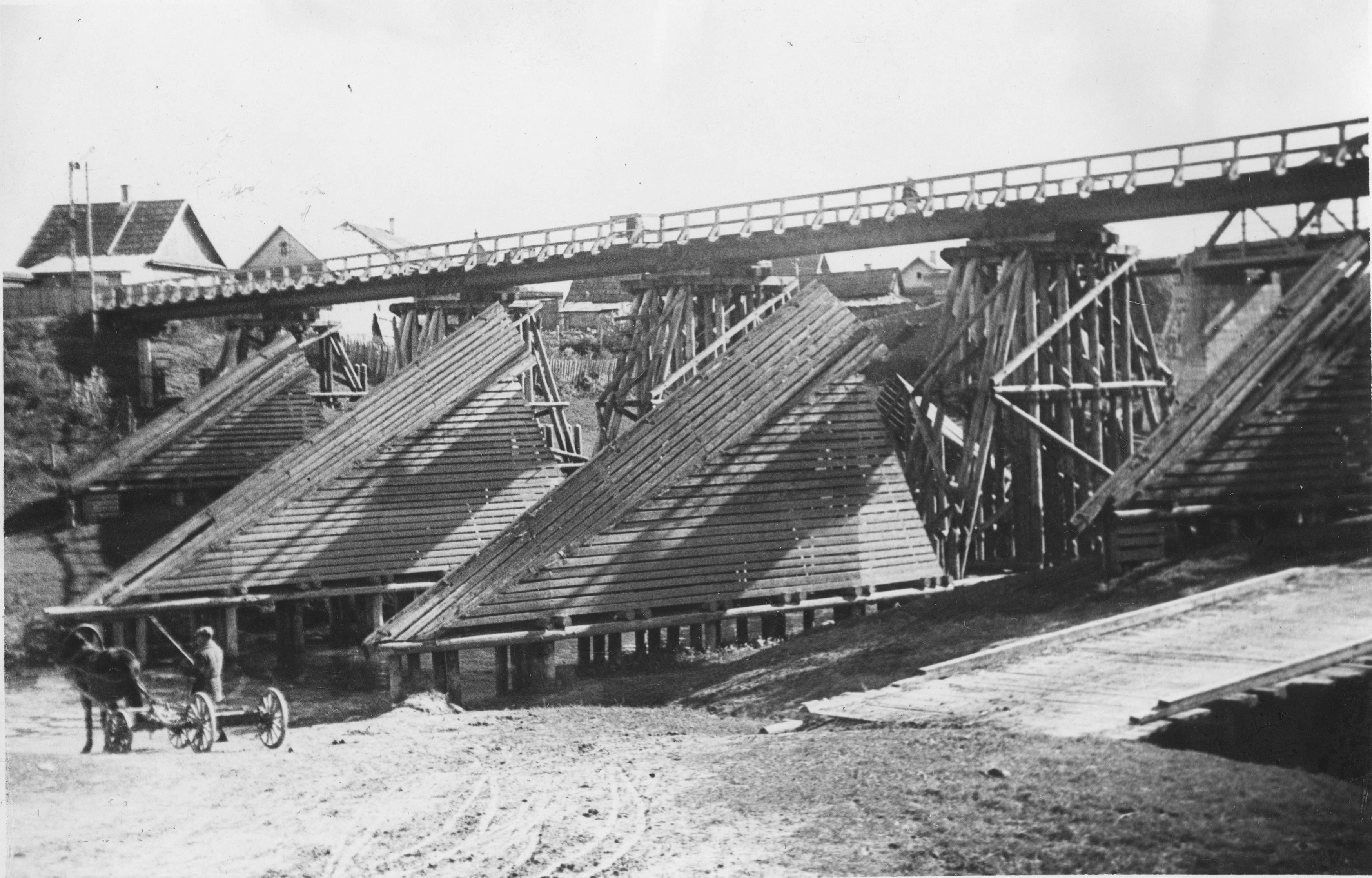
Die alte Schmalspurbahnbrücke in Druja, Oktober 1934

1933 wurde die Schmalspurbahn mit der 1930–1933 erbauten, 89 km langen Breitspurbahn Warapewa–Druja (Варапева–Друя) verbunden. Ihr Bau stand im Zusammenhang mit den Plänen der polnischen Regierung, Druja in einen Flusshafen mit Verbindung zur Ostsee umzuwandeln.
Nach der Eingliederung des Bezirks Vilnius in die Provinz Ostpreußen wurde die Eisenbahn ab 1939 durch die Staatsgrenze geteilt. Der Streckenabschnitt in Litauen wurde daraufhin stillgelegt. Der Teil der Eisenbahn, der zur Weißrussischen Sozialistischen Sowjetrepublik gelangte, verkehrte von Druja nur bis zum Bahnhof Opso oder bis zum Bahnhof Hrytuny (Грытуны), wo ein Gleisdreieck zum Wenden gebaut wurde. Ab dem Jahr 1939 (außer im Zeitraum 1941–1944) wurde diese Strecke von der neu gegründeten Białystoker Eisenbahn betrieben. Während des Zweiten Weltkriegs wurde die Bahn auf ganzer Länge militärisch genutzt. Nach dem Zweiten Weltkrieg wurde die gesamte Eisenbahnstrecke von Druja nach Dukschtas von der Białystok-Eisenbahn betrieben.
1946 wurde aus der Tschechoslowakei ein neuer Schmalspurzug geliefert. Nach dem Krieg verkehrte der Zug nur noch einmal am Tag. Im Jahr 1948 wurde die Strecke an die Vakarų-Bahn übertragen. 1953 wurde sie an die Kalinin-Eisenbahn übergeben und von dieser im Jahr 1961 an die Weißrussische Eisenbahn. Nach dem Zweiten Weltkrieg wurden Güterzüge von Dampflokomotiven OP-2 aus DDR-Produktion gezogen sowie mit tschechoslowakischen P5-Lokomotiven. In Druja konnten sie Wasser fassen und wurden vor der Rückfahrt umgedreht.

### Schienenfahrzeuge

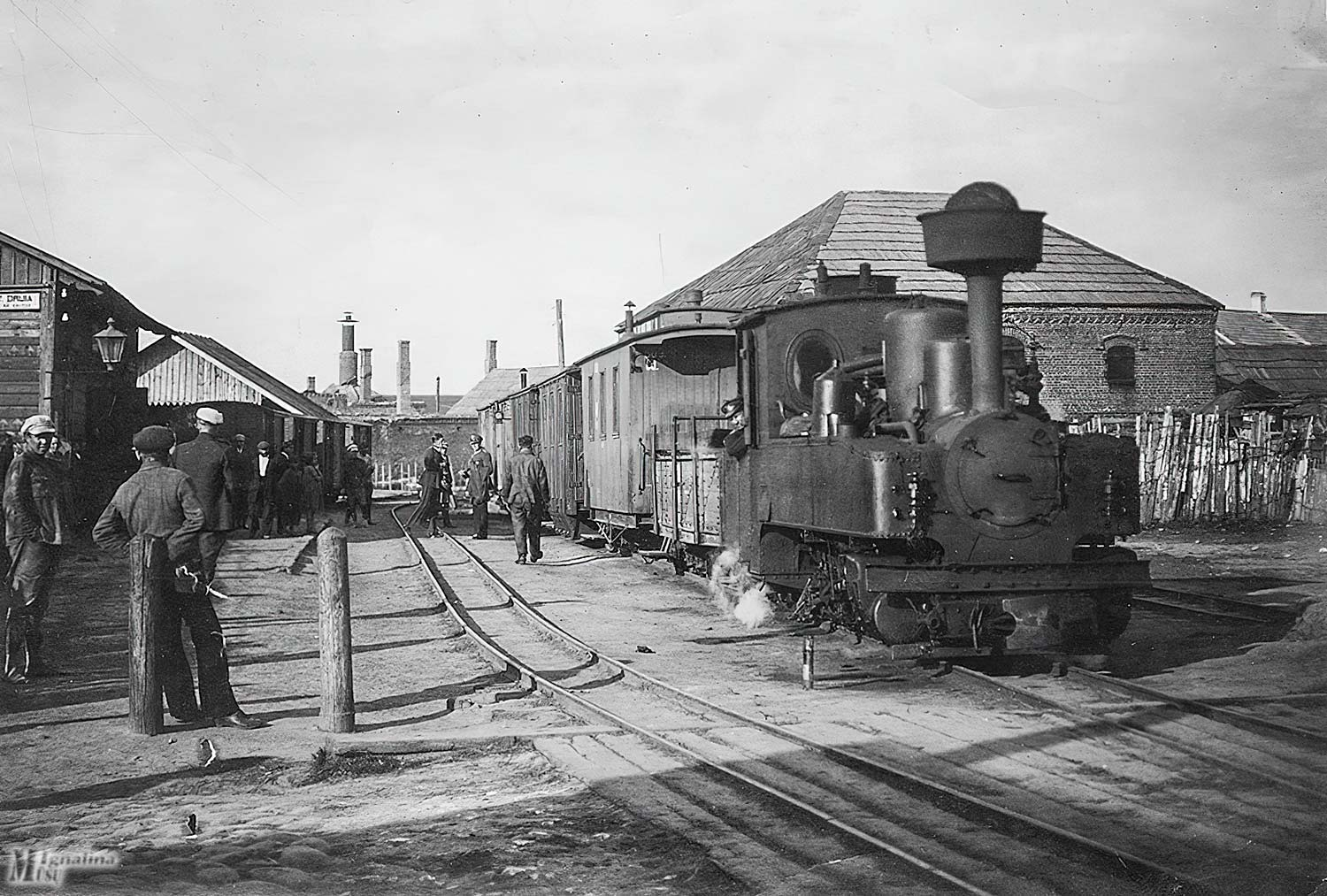
600-mm-Brigadelok in Druja

#### 750-mm-Dampflokomotiven
Folgende Dampflokomotiven wurden auf der Schmalspurbahn eingesetzt:
- Wp29 (Вп29)-1730 (ab 1932/33)
- Wр29 (Вп29)-4583 der Polnischen Staatsbahnen PKP, gebaut im Warschauer Werk, Werks-Nr. 192/1929
- Wр29 (Вп29)-4584 der PKP
- Wp29 (Вп29)-912, gebaut im Warschauer Werk, Werks-Nr. 247/1930
- Т4-153 (bis November 1939)
- Т4-154 (bis November 1939)
- Kp4 (Кп)-454
- Kp4 (Кп)-460
- Kp4 (Кп)-475
- OP2-041 (Rangierlok im Bahnhof Druya-Uzk)
- Tschechoslowakische Dampflokomotive P5-55 (П5-55), Škoda, Werks-Nr. 798/1934, ehemals Schmalspurbahn Šiauliai–Biržai

Beide T4-Lokomotiven wurde zuvor in Švenčionėliai (deutsch Neuschwintzen) eingesetzt.

#### 750-mm-Diesellokomotiven
- Diesellokomotiven der SŽD-Baureihe TU2

### Niedergang und Stilllegung

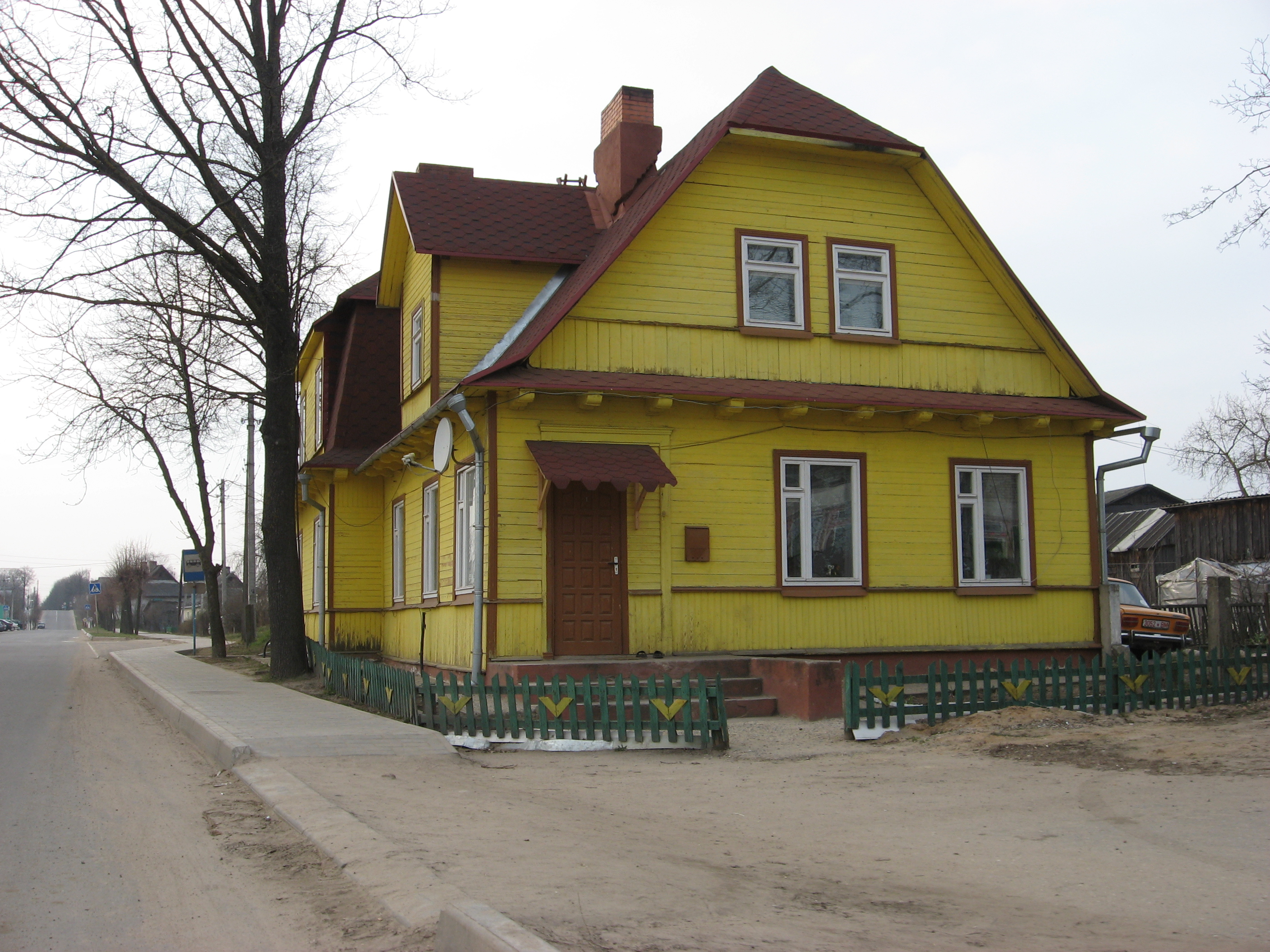
Ehemaliges Bahnhofsgebäude in Braslau, 2009

1961 wurde aufgrund der Unrentabilität der erste Versuch unternommen, die Schmalspurbahn zu schließen, doch das Verteidigungsministerium stimmte dem nicht zu. 1963 wurden zum Schutz vor Schneeverwehungen an der Strecke der Schmalspurbahn Schutzstreifen aus Bäumen und Sträuchern bepflanzt. Ein Setzling kostete 1 Rubel.
1964 wurde der Personenverkehr eingestellt, der Güterverkehr wurde jedoch fortgeführt. Die Haupttransportgut war Torf, der in der Nähe von Braslau abgebaut wurde. 1969 wurde der Torfabbau eingestellt und die Schmalspurbahn daraufhin bis 1971 abgebaut. Am 5. August 1964 fuhr der letzte Zug auf der Schmalspurbahnstrecke Druja–Dukschtas. Nach der Schließung der Eisenbahn standen die Wagen noch zwei Jahre in Dukschtas. Die Dampflokomotiven wurden hingegen in das Depot von Nawahrudak überführt.
Heute erinnern die Hecken entlang der ehemaligen Strecke an die ehemalige Schmalspurbahn. Das ehemalige Depot in Druja wurde an die Bedürfnisse von Landmaschinen angepasst. An einigen Stellen wurde die Eisenbahn für Radwege umgebaut. In Druja sind die Eisenbahnbrücke und einige Bahnhofsgebäude erhalten. In Braslau gibt es ein um 1930 errichtetes Bahnhofsgebäude und ehemalige Lagerhäuser (heute Handelshaus Witalitsch (Віталіч)).

## Anmerkung
(Anm.)  Die verbündeten Streitkräfte halfen sich bei den (nicht nur aufgrund der unterschiedlichen Spurweiten von 600 mm und 750 mm) oft schwierigen Transportaufgaben von schweren Artilleriegeschützen gegenseitig, wie die Aufnahmen vom Transport eines k.u.k. 30,5-cm-M.11-Mörsers mit einer 600-mm-Feldbahn der in Brest-Litowsk stationierten Militäreisenbahndirektion M.E.D. 6 an einen nicht dokumentierten Ort an der Front zeigen:

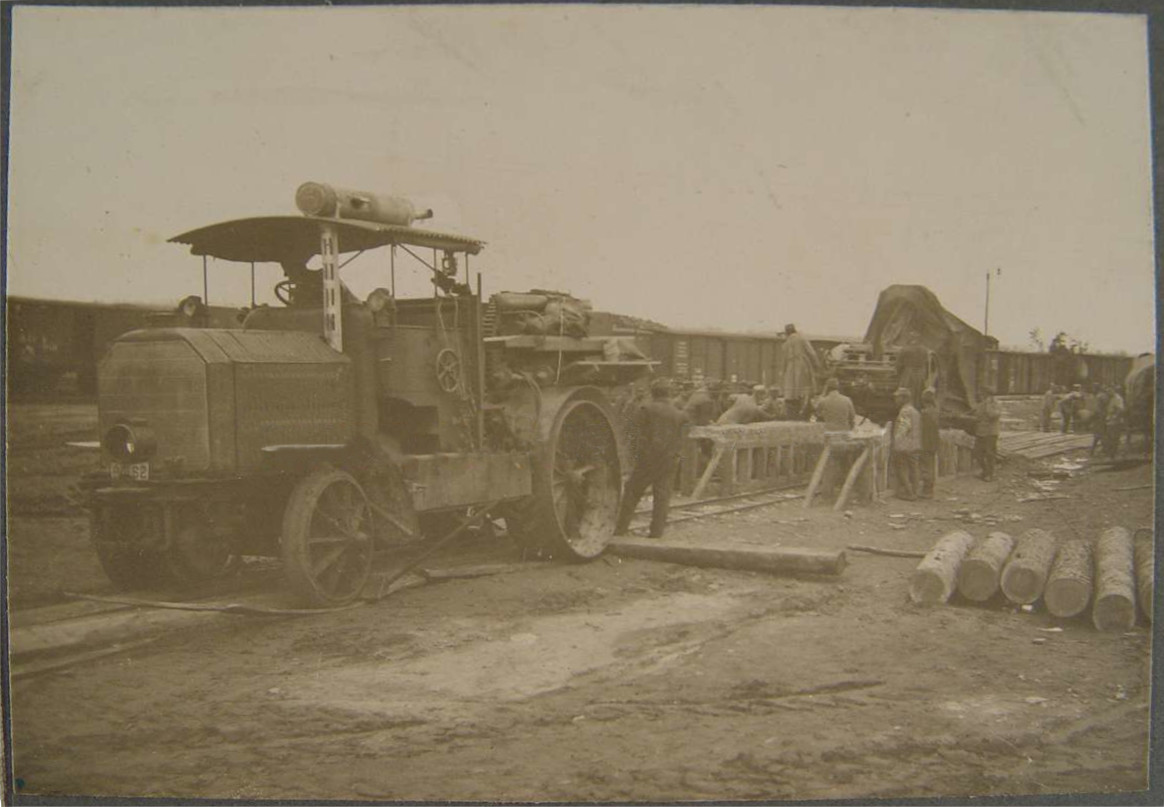
Verladung eines k.u.k. Mörsers an einem Breitspur-Bahnhof
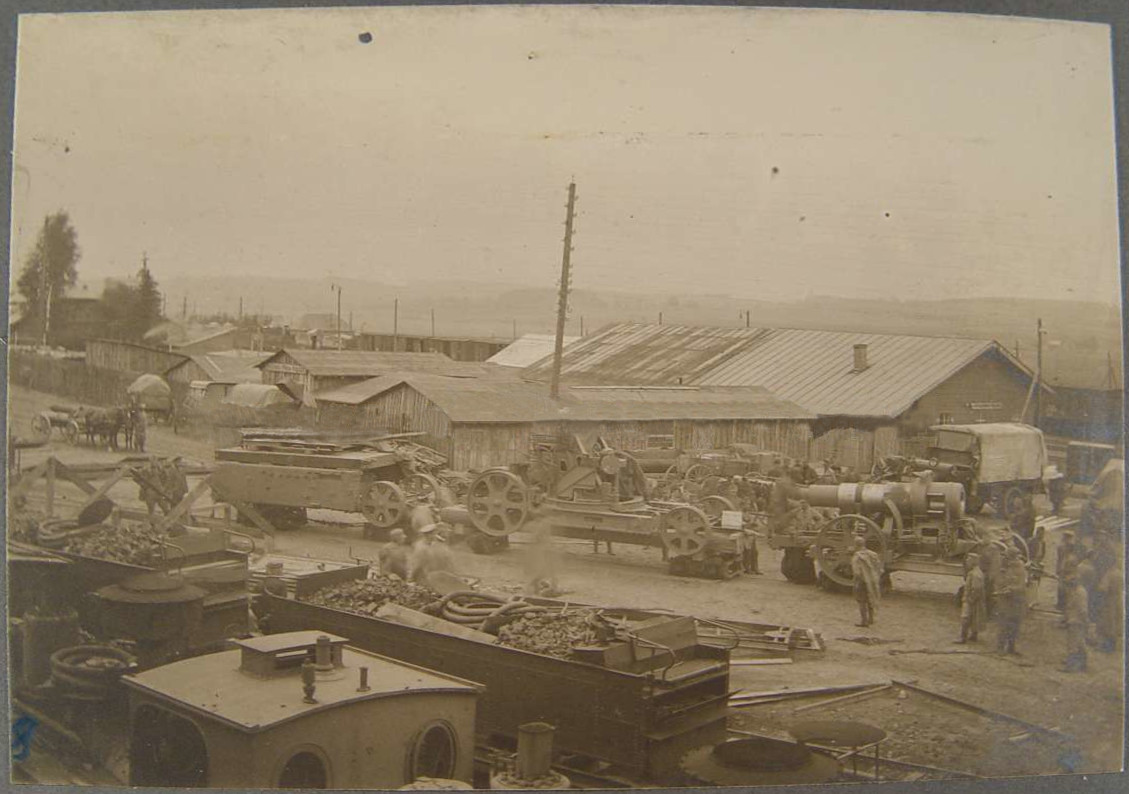
Transport auf der deutschen 600-mm-Feldbahn
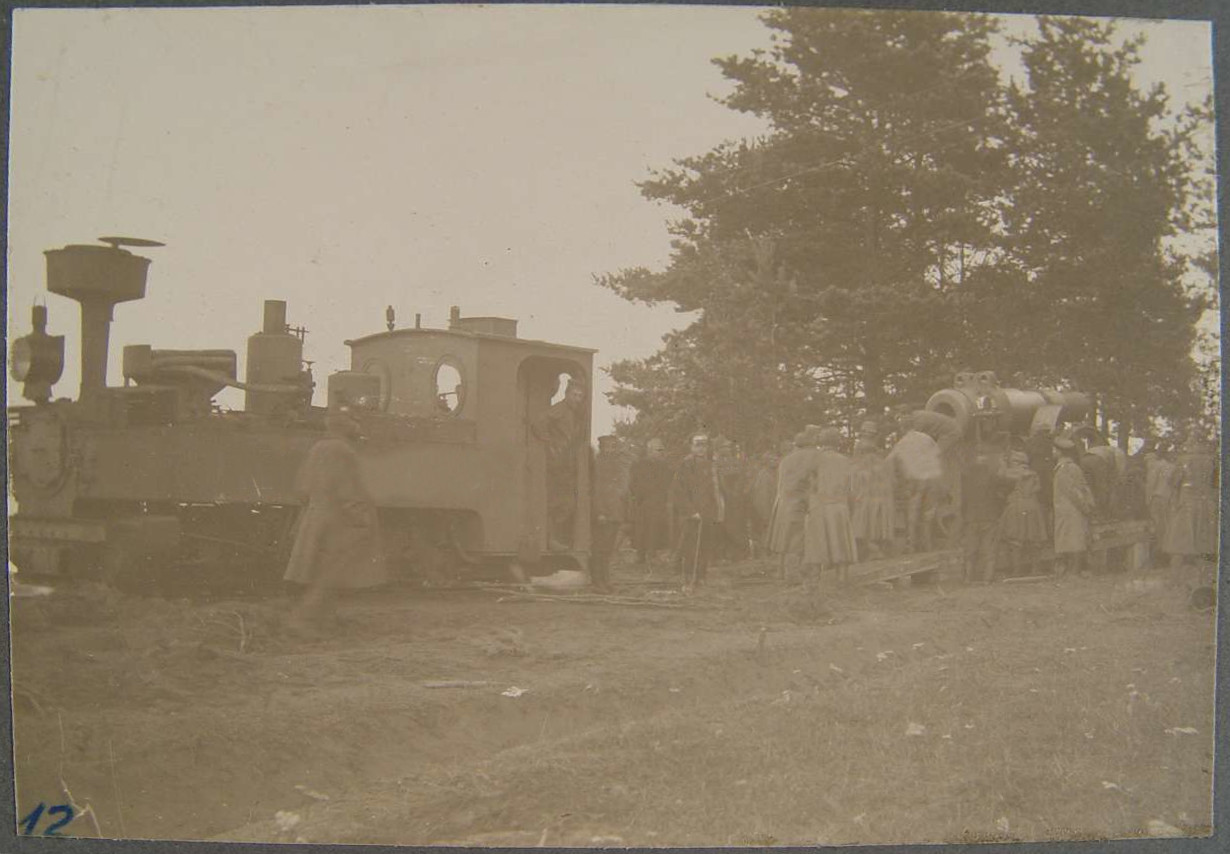
Transport mit einer deutschen 600-mm-Brigadelokomotive
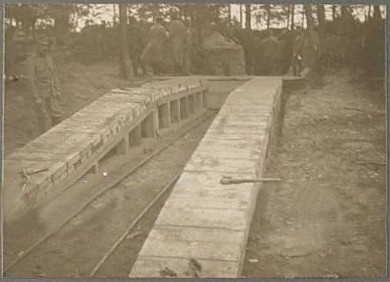
Entladerampe beim Aufstellungsort
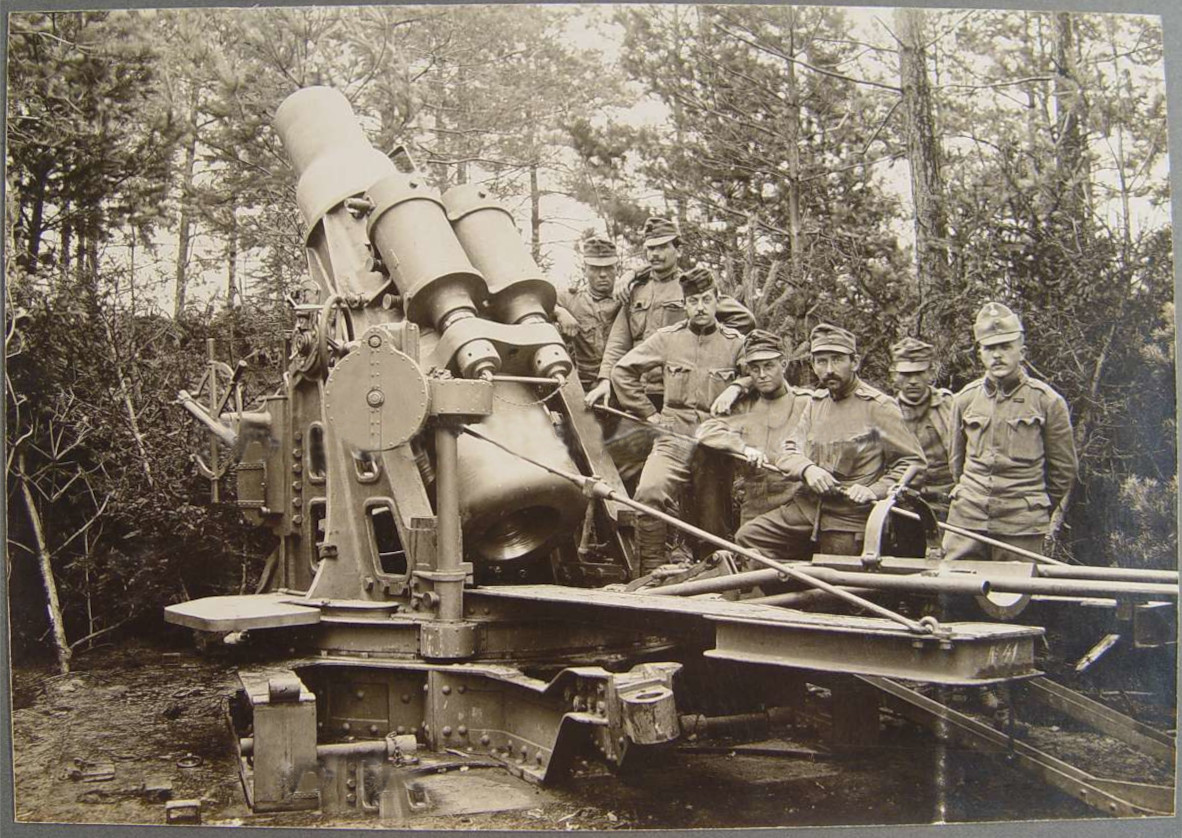
Inbetriebnahme durch die k.u.k. Artillerie